# Сыробоярский, Александр Владимирович
Александр Владимирович Сыробоярский (9 июля 1889 — 30 марта 1946) — российский военачальник, генерал-майор (1920), герой Первой мировой войны.

## Биография
Из потомственных дворян, родился в семье полковника Владимира Александровича Сыробоярского. В 1908 году окончил Петровский Полтавский кадетский корпус, в 1910 году Киевское военное училище по 1-му разряду. В 1910 году выпущен был подпоручиком в Севский 34-й пехотный полк.
В 1913 году окончил Офицерскую артиллерийскую школу, произведён в поручики. В 1915 году окончил Офицерскую автомобильную школу, произведён в штабс-капитаны.

### Первая мировая война
Участник Первой мировой войны с 1914 года, в составе 5-й артиллерийской бригады.
3 февраля 1915 года за храбрость был награждён орденом Святого Георгия 4-й степени:
за то, что в бою 17 августа 1914 года у д.Красиенко, под сильным ружейным и пулемётным огнём противника выехал с взводом на линию пехотных цепей и своим огнём способствовал двум соседним пехотным полкам овладеть позицией противника и удержать её за нами
.
В 1916 году назначен командиром 15-го броневого автомобильного отделения. Был три раза ранен, находился на излечении в лазарете в Царском Селе, где познакомился с императрицей Александрой Фёдоровной, позже переписывался с ней.
В 1917 году произведён в капитаны, с назначением командиром 30-го броневого автомобильного отделения. 21 января 1917 года за храбрость был награждён Георгиевским оружием:
за то, что, будучи в чине поручика  и состоя в рядах 5-й артиллерийской бригады, в бою 26 ноября 1914 года у д. Грабина близ  Бохнии, когда между двумя полками нашими образовался прорыв и противник устремился в этот прорыв густыми цепями, он быстро выбрался со взводом на открытую позицию и своим удачным огнём по наступающему противнику заставил его остановится и тем дал возможность нашей пехоте удержаться на этой позиции, несмотря на то что пришлось ему работать под огнём гаубичной батареи противника от огня которой взвод понёс около 50% потерь.

### Последующая жизнь
В годы Гражданской войны с 1918 года произведён в подполковники, был начальником автоброни уполномоченного на Дальнем Востоке генерала Д. Л. Хорвата. В 1919 году произведён в полковники с назначением представителем атамана Г. М. Семёнова при Верховном главнокомандующем адмирале А. В. Колчаке.
Участник Сибирского ледяного похода. В 1919 году произведён в генерал-майоры с назначением управляющим военным и морским ведомством правительства Российской Восточной окраины, председателем Совета управляющих ведомствами Российской Восточной окраины. С этого же года вступил в исполнение должности начальника тыла Дальневосточной армии.
С 1922 года эмигрировал в Китай. С 1923 года жил в США, где и умер 30 марта 1946 года.

## Награды
- Орден Святого Станислава 3-й степени с мечами и бантом (1914 год);
- Орден Святой Анны 3-й степени (1914 год);
- Орден Святой Анны 4-й степени с надписью «За храбрость» (1914 год);
- Орден Святого Станислава 2-й степени с мечами (1914 год);
- Орден Святой Анны 2-й степени с мечами (1915 год);
- Орден Святого Георгия 4-й степени (ВП 3.2.1915 года);
- Орден Святого Владимира 4-й степени с мечами и бантом (12.2.1915 года);
- Георгиевское оружие (ВП 21.1.1917 года);